# ديفيد ميلز (سياسي)
ديفيد ميلز (بالإنجليزية: David Mills)‏ هو قاضي ومحامي وسياسي كندي، ولد في 18 مارس 1831، وتوفي في 8 مايو 1903 في أوتاوا في كندا. حزبياً، نشط في الحزب الليبرالي الكندي. وقد انتخب عضو مجلس الشيوخ الكندي وانتخب عضو مجلس العموم الكندي وانتخب justice of the Supreme Court of Canada ‏.